# Opération Namal
Guerre israélo-arabe de 1948
Batailles
- Opération Namal
- Bataille de Latroun
- Bataille d'al-Malikiyya
- Campagne des 10 jours
- Opération Dani
- Opération Dekel
- Opération Kedem
- Opération Avak
- Opération Yoav
- Bataille d'El-Magdel
- Opération Hiram
- Opération Horev
- Bataille de Nitzanim
- Opération Nahshon

L'opération Namal (מבצע נמל) est l'opération militaire qui permit aux Israéliens, à la fin mai 1948, lors de la guerre israélo-arabe de 1948, de prendre le contrôle de l'ensemble de la bande côtière, et par la même de la route reliant Tel-Aviv et Haïfa.

## Contexte
Après avoir mis la communauté juive de Palestine sur la défensive entre le début décembre 1947 et la fin mars 1948, les irréguliers palestiniens sont vaincus par la contre-offensive que la Haganah avait lancée le 1er avril, et ne jouent plus de rôle militaire notable à compter du courant du mois de mai.
Un des derniers affrontements entre milices juives (Tsahal n'est créée que le 26 mai) et combattants palestiniens se déroule dans le nord de la bande côtière après l'entrée en guerre des armées arabes. L'enjeu en est la zone de Tantoura (aujourd'hui Hof-Dor, en Israël), située en bord de mer, près de Césarée, environ à mi-chemin entre Tel-Aviv et Haïfa.
En effet, avec la prise de Haïfa par Israël et le départ des Arabes de Césarée, Tantoura devient l'unique point de retrait arabe de la route menant à Zihron Yaakov, mais aussi la place forte d'approvisionnement en armes des villages de la région. Tantoura sert également de port de sortie aux réfugiés palestiniens partis pour le Liban. Enfin, la zone est pour le nouvel État d'Israël (créé le 15 mai 1948) le dernier point contrôlé par les Palestiniens sur la route reliant Tel-Aviv à Haïfa.
Les tentatives de compromis avec la position arabe sont menées par un membre de la Haganah de Zihron Yaakov, qui avait réussi à instaurer des relations de respect avec les notables de Tantoura. Par le refus des jeunes de Tantoura, ainsi que par celui des combattants arabes originaires de villages alentour, les pourparlers échouent.
Israël décide en conséquence de s'emparer de la position par la force. Elle évalue le camp adverse à 300 combattants munis de 100 fusils, de quelques dizaines de pistolets, de plusieurs obus et d'un canon de 40 mm. Le camp arabe est dirigé par quatre déserteurs anglais, d'anciens policiers arabes et quelques combattants bosniaques.
C'est la brigade Alexandroni de la Haganah (Tsahal ne sera formé que quelques semaines plus tard) qui est chargée de l'attaque.

## Organisation de l'opération
Des opérations de repérage sont au préalable organisées. L'une d'elles est faite en train. Le réseau ferroviaire du pays dépendant du territoire portuaire de Haïfa encore sous contrôle britannique, les officiers israéliens demandent et obtiennent l'arrêt momentané du train face à Tantoura. Un peu après, à la gare de Zihron Yaakov, le convoi est attaqué par un avion égyptien.
La stratégie de l'opération israélienne prévoit que l'attaque se fera sur trois fronts, chacun tenu par trois bataillons juifs de la brigade Alexandroni, et qu'elle débutera à minuit, le jeudi 23 mai 1948.
Le bataillon A doit se déplacer en direction du nord, dépasser la voie de chemin de fer puis se diviser en trois groupes attaquant simultanément le nord-est du village et les ruines de El-Bouraj, l'ancienne usine de verrerie construite par le baron Edmond de Rothschild.
Le bataillon B est divisé en deux groupes : le premier a pour mission l'assaut sur l'école, construite au sommet d'un monticule, à l'est du village, et le second est conservé en renfort.
Le bataillon C doit partir de la gare de Zihron Yaakov, passer la voie de chemin de fer et attaquer le village par le sud.
Les trois bataillons juifs sont soutenus par des tirs de roquettes ciblés, et par une unité marine qui postée en mer, doit paralyser les mouvements maritimes palestiniens.
L'attaque se déroule globalement comme prévu, le passage de la voie de chemin de fer par le bataillon A déclenchant la mise en mouvement du reste des forces. Les bataillons parviennent à remplir leur mission, malgré les tirs précis provenant du monticule est, qui un instant ralentissent l'avancée du bataillon B. Une dizaine de tireurs d'élite arabes sont mis hors de combat, et le combat se poursuit à la grenade. À 8 h le 23 mai, les combats prennent fin avec l'arrestation des survivants adverses par les forces israéliennes.
L'opération Namal est l'un des tout derniers affrontements entre Juifs et Arabes de Palestine. La victoire israélienne signe la fin de la prise de contrôle de toute la zone côtière par les forces sionistes.

## Victimes
Les affrontements font 70 victimes chez les Arabes, et 14 chez les Israéliens, dont un soldat de la marine. La population civile s'enfuit ou est chassée. Un massacre de civils aurait également eu lieu. Cette thèse a suscité un vif débat entre historiens Israéliens.